# ГЕС Ilha dos Pombos
ГЕС Ilha dos Pombos — гідроелектростанція в Бразилії на крайньому сході штату Мінас-Жерайс. Знаходячись після ГЕС Simplício/Anta, становить нижній ступінь каскаду на річці Параїба-ду-Сул, яка, відділена від Атлантики прибережним хребтом, тривалий час тече у північно-східному напрямку, минає Ріо-де Жанейро та впадає в океан за 250 км далі на схід від останнього міста. Можливо відзначити, що у другій половині 2010-х років ще нижче за течією заплановано почати будівництво ГЕС Ітаокара.
Долину річки перекрили бетонною гравітаційною греблею із кількох розташованих під кутом секцій загальною довжиною 700 метрів та висотою до 18 метрів. Вона утримує водосховище з корисним об'ємом 6,8 млн м3, нормальне коливання рівня поверхні в якому відбувається між позначками 137 та 140 метрів НРМ.
Від сховища по правобережжю річки прокладено підвідний канал довжиною 2,7 км, котрий утримують земляні дамби висотою від 4 до 15 метрів, водонепроникність яких забезпечуються за допомогою бетону. На завершенні каналу розташовано машинний зал, який в 1924 році обладнали двома турбінами потужністю по 22 МВт. В 1929-му, 1937-му та 1949-му їх доповнили ще трьома потужністю 29 МВт, 44 МВт та 51 МВт відповідно. Надалі ГЕС пройшла модернізацію з доведенням загальної потужності до 187 МВт. Гідроагрегати станції працюють при напорі 31,4 метра. Відпрацьована вода повертається в річку по відвідному каналу довжиною біля 0,7 км.